# Егорова, Антонина Андреевна
Егорова Антонина Андреевна (03 октября 1937, Москва — 19 марта 2013) — российская путешественница, полярница, лыжница (Мастер спорта СССР), радиоинженер. Штурман единственной в мире исключительно женской полярной экспедиционной группы, осуществившей 19 автономных арктических экспедиций, в том числе три антарктических.

## Биография
Антонина Андреевна Егорова (Широкова) родилась 03 октября 1937 года в деревне Неверово Тумского района Рязанской области.
Отец - Широков Андрей Андреевич (1906-1955) участник войны, всю войну был сапером.
Мать - Широкова Ксения Тимофеевна (1906-1998).
Брат - Широков Александр Андреевич (1933).
Сестра - Широкова Серафима Андреевна (1930-2013).
До войны семья жила в Москве, где отец работал на одном из московских заводов. Во время войны с 1941г., пока отец был на фронте, семья жила в родной деревне Неверово. В 1945г. Антонина пошла в первый класс московской школы. Окончила десять классов в 1945г. и поступила в Московский авиационный институт на радиофакультет.
Во время учебы в школе и в институте она активно занималась лыжами и легкой атлетикой.
Была чемпионкой СССР по лыжам среди студентов. Учась в институте Антонина завоевала звание мастера спорта СССР по лыжным гонкам.
В 1961г. окончив институт, она стала работать инженером на кафедре 403 радиофакультета.
С 1966г. активный участник, штурман и помощник руководителя (Валентины Кузнецовой) женской лыжной команды "Метелица".
В 1966г. вместе с командой совершила дальний лыжный пробег Москва - Ленинград.
В 1968г. участвовала в пробеге Москва - Смоленск.
В 1969г. - длительный пробег по маршруту: Москва - Ленинград - Хельсинки - Торнио.
С 1974г. вместе с командой "Метелица" осуществляла походы в северных широтах. Это приполярный Урал, Северная земля, Земля Франца Иосифа.
В 1995-1996г. совершила поход на лыжах к Южному полюсу в составе команды.
Почти во всех полярных переходах Антонина Егорова являлась неизменным штурманом команды "Метелица".
Скончалась 19 марта 2013г. 